# Xã Independence, Quận Hamilton, Iowa
Xã Independence (tiếng Anh: Independence Township) là một xã thuộc quận Hamilton, tiểu bang Iowa, Hoa Kỳ. Năm 2010, dân số của xã này là 424 người.